# دومیرز
دومیرز (به فرانسوی: Dommiers) یک کمون (فرانسه) در فرانسه است که در ان (ا-دو-فرانس) واقع شده‌است. دومیرز ۷٫۲۴ کیلومتر مربع مساحت دارد ۱۴۰ متر بالاتر از سطح دریا واقع شده‌است.